# Romblonella
Romblonella é um gênero de insetos, pertencente a família Formicidae.